# Věněk Šilhán
Věněk Šilhán (* 12. Februar 1927; † 9. Mai 2009 in Prag) war ein tschechischer Ökonom und Politiker. Er war einer der maßgebenden Befürworter des Prager Frühlings, nach dessen Niederlage Dissident und unter anderem Unterzeichner der oppositionellen Charta 77.

## Leben
Šilhán konnte seine Schulausbildung während des Zweiten Weltkrieges nicht beenden. Er machte eine Lehre als Schlosser und war zunächst Fabrikarbeiter bei „Manesmanka“ in Chomutov. In Prag studierte er später an der Hochschule für Politik und Soziologie. Während seiner Assistentenzeit studierte er zwei Jahre an einer russischen Universität. In den 1950er Jahren lehrte er an der Wirtschaftsuniversität Prag, habilitierte sich dort und war bis 1970 als Professor tätig. Während der 1960er Jahre spezialisierte er sich auf Industrieökonomie und war Direktor des gleichnamigen Forschungsinstitutes.
1968 wurde er als Vertreter zum 14. Kongress der Komunistická strana Československa gewählt, der aufgrund des russischen Einmarsches als außerordentlicher Kongress stattfinden musste („Vysočanský-Kongress“). Er wurde zum Leiter des Kongresses gewählt und war Generalsekretär unter Alexander Dubček.
Er war Unterzeichner der Charta 77. Ende der 1980er-Jahre wurde er wieder aktiv und gründete, unter anderem mit Čestmír Císař, den Klub für den sozialen Umbau Obroda. Während der Samtenen Revolution war er Mitbegründer des bürgerlichen Forums Občanské fórum und Mitglied des Abgeordnetenhauses. Anfang der 1990er war er Rektor der Prager Wirtschaftsuniversität, später Vorsitzender des Verwaltungsrates von Preciosa und Vorsitzender der Stiftung Preciosa.